# Sémion Nadson
Pour les articles homonymes, voir Nadson.
Sémion Iakovlevitch Nadson ou Simon Nadsohn (en russe : Семён Я́ковлевич На́дсон, né le 26 décembre 1862 à Saint-Pétersbourg, mort le 31 janvier 1887 à Yalta) est un poète russe, lauréat du prix Pouchkine de l'Académie des sciences de Saint-Pétersbourg. Il a connu sa grande réputation après sa mort précoce. 
Ses conceptions sont passées de l'enthousiasme social de ses débuts à des stades de doutes et d'hésitations,  puis à l'individualisme, proche de celui des décadents du genre Constantin Balmont et des symbolistes du genre Valéri Brioussov. Sa poésie Instant donne un exemple de cette dernière manière : « Il ne nous reste qu'une seule nuit à vivre - mais en revanche c'est une nuit de jouissance… - dans les étreintes de l'amour, insouciants, nous nous endormirons - pour nous réveiller dans celles de la mort. » .
Nadson meurt à Yalta où il soigne une maladie de poitrine et où, selon les médecins, les attaques et les insinuations orchestrées par Victor Bourénine dont il est l'objet dans le quotidien Novoïé Vrémia, précipitent sa fin.
Le poète est enterré à la passerelle des Écrivains du cimetière Volkovo de Saint-Pétersbourg.

## Œuvres
- Sur la tombe de A. I. Herzen, 1885-1886

## Sources
- Une partie de cet article est extraite de Littérature russe de Kazimierz Waliszewski, tombé dans le domaine public.
- Ettore Lo Gatto (trad. M. et A.-M. Cabrini), Histoire de la littérature russe, [« Storia della letteratura russa »], Desclée de Brouwer, 1965, p. 587-588.